# Moľvy
Moľvy jsou chráněný areál v katastrálním území obce Zemné v okrese Nové Zámky v Nitranském kraji na Slovensku. Území bylo vyhlášeno v roce 2001 a jeho rozloha je 8,53 hektaru. Předmětem ochrany je lokalita s výskytem mokřadních společenstev v intenzivně obhospodařované krajině.